# Grupo Desportivo Recreativo e Cultural Fiorentina
Fundado em 1994, o Grupo Desportivo Recreativo e Cultural Fiorentina é um clube multiesportivo com sede na Ilha de Santo Antão, em Cabo Verde. O clube conta com departamentos que incluem futebol e basquete.
Em 2008, o GDRC Fiorentina alcançou seu maior feito ao conquistar o título da Liga Insular de Santo Antão (Zona Sul), o que lhe garantiu a participação no Campeonato Cabo-Verdiano de Futebol do mesmo ano. Na competição nacional, a equipe integrou o Grupo B, terminando na quinta posição com 2 pontos, resultado de dois empates e três derrotas, tendo marcado 2 gols e sofrido 8. O Fiorentina retornaria aos campeonatos regionais após algumas temporadas; seu primeiro jogo na temporada de 2016 foi contra o Lagedos.

## Futebol

### Palmarés
| Escalão | Nº Presenças | Títulos | Melhor Classificação |
| I       | 1            | 0       | 5a (Grupo B)         |
| II      | 15           | 1       | 1a                   |

### Classificações

#### Nacionais
| Temporada | Div | Pos | Pts   | J | V | E | D | G.M. | G.S. | Diff. |
| 2008      | 1B  | 5   | 2 pts | 5 | 0 | 2 | 3 | 2    | 8    | -6    |

#### Regionais
| Temporada | Div | Pos | Pts    | J  | V | E | D | G.M. | G.S. | Diff. |
| 2007-08   | 2   | 1   | -      | -  | - | - | - | -    | -    | -     |
| 2015-16   | 2   | 5   | 14 pts | 12 | 4 | 2 | 5 | 18   | 34   | -16   |

## Estatísticas
- Melhor posição: 2.ª - fase grupo (nacional)
- Gols totais: 2 (nacional)
- Pontos totais: 2 (nacional)
- Pior derrota no Campeonato Nacional: Fiorentina 0-10 Académica do Porto Novo, 27 de fevereiro de 2016